# UTV Ignition Games
Pour les articles homonymes, voir UTV et Ignition.
UTV Ignition Games est une entreprise britannique d'édition de jeu vidéo fondée en avril 2002 en Angleterre sous le nom Ignition Entertainment, à partir d'un regroupement de petits développeurs et éditeurs tels que l'Awesome Studios d'Archer MacLean. Durant l'été 2012, Disney finalise son acquisition d'UTV et fin août Indiagames est rattachée à la filiale Disney UTV Digital.

## Historique
Le 22 juillet 2005, Archer MacLean démissionne de son poste de Creative Director de la division Awesome Studios d'Ignition Entertainment, à la suite des mauvais résultats du jeu Mercury.
Le 20 avril 2007, UTV Software Communications au travers de sa filiale de UTV Interactive, achète 70 % d'Ignition Entertainment. UTV est une société indienne des médias dont le capital est grignoté depuis 2006 par la Walt Disney Company. En mai 2010, Disney détient plus de 50 % d'UTV ainsi que plusieurs de ses filiales. Le 19 juillet 2010, UTV renomme Ignition Entertainment en UTV Ignition Entertainment.
Le 13 janvier 2010, Ignition annonce la sortie du jeu El Shaddai: Ascension of the Metatron, développé par le studio japonais pour le 28 avril 2011 au Japon.
Le 31 mars 2011, UTV annonce détenir 89,58 % d'UTV Ignition Entertainment.

## Les studios
La société possède trois studios :
- UTV True Games, situé à Glendale, Californie. Fondé en 2008.
- UTV Ignition Games Texas, situé à Austin, Texas.
- UTV Ignition Games Japan, situé à Tokyo au Japon, dans l'arrondissement de Shinjuku (sera fermé en 2012)

Elle possédait trois autres studios de développement de jeu vidéo, aujourd'hui fermés :
- Ignition Entertainment Florida, situé en Floride. Fermé en novembre 2010.
- Ignition Entertainment London, situé à Waltham Abbey, comté d'Essex au Royaume-Uni. Fermé en juin 2011.
- En 1997, Archer MacLean fonde le studio Awesome Developments qui a été acquis par Ignition en 2002 et renommé Ignition Banbury. En 2006, celui-ci a été racheté par Rebellion Developments.

## Jeux
La société est orientée sur la production de jeux pour les Sony PSP et Nintendo DS ainsi que quelques titres pour la Game Boy Advance comme Pool Paradise (GBA) ou Zoo Keeper (DS).
Elle publie les titres de SNK en Europe dont les séries Metal Slug, Samurai Shodown et King of Fighters
En 2005, la société a développé plusieurs jeux dont Archer MacLean's Mercury, The King of Fighters Neowave et Pool Paradise International.

### Nintendo 3DS
- Planet Crashers (3DSWare)

### Nintendo DS
- Blue Dragon Plus
- Boing! Docomodake DS
- Lux-Pain
- Nostalgia
- Spectral Force Genesis
- Teenage Zombies: Invasion of the Alien Brain Thingys!
- Tornado
- Zoo Keeper

### Wii
- Muramasa: The Demon Blade
- Arc Rise Fantasia
- Mercury Meltdown Revolution
- Metal Slug Anthology

### Xbox 360 etPlayStation 3
- Deadly Premonition
- El Shaddai: Ascension of the Metatron
- Vampire Rain : Altered Species